# گیدو گومز
گیدو گومز (انگلیسی: Guido Gómez؛ زادهٔ ۱۹ مهٔ ۱۹۹۴) بازیکن فوتبال اهل ایتالیا است.
از باشگاه‌هایی که در آن بازی کرده‌است می‌توان به باشگاه فوتبال یووه استابیا، باشگاه فوتبال پرو ورچلی، و باشگاه فوتبال ساسولو اشاره کرد.
وی همچنین در تیم ملی فوتبال زیر ۲۰ سال ایتالیا بازی کرده‌است.